# Rotspitz
Rotspitz är en bergstopp i Schweiz, på gränsen till Liechtenstein.   Den ligger i regionen Landquart och kantonen Graubünden, i den östra delen av landet, 160 km öster om huvudstaden Bern. Toppen på Rotspitz är 2 127 meter över havet, eller 89 meter över den omgivande terrängen. Bredden vid basen är 0,64 km.
Terrängen runt Rotspitz är huvudsakligen bergig, men åt nordost är den kuperad. Närmaste större samhälle är Bad Ragaz, 6,9 km sydväst om Rotspitz. 
Trakten runt Rotspitz består i huvudsak av gräsmarker. Runt Rotspitz är det ganska glesbefolkat, med 43 invånare per kvadratkilometer.